# Calliphona koenigi
Calliphona koenigi är en insektsart som beskrevs av Krauss 1892. Calliphona koenigi ingår i släktet Calliphona och familjen vårtbitare. Inga underarter finns listade i Catalogue of Life.